# Спенсер, Диана, герцогиня Бедфорд
Диа́на Спе́нсер, герцоги́ня Бе́дфорд (англ. Diana Spencer, Duchess of Bedford; 31 июля 1710 года, Лондон — 27 сентября 1735 года, там же) — член известного семейства Спенсеров; наиболее известна своим несостоявшимся браком с Фредериком, принцем Уэльским.
Осиротев в возрасте 12 лет, леди Диана, которую близкие звали милая Ди (англ. dear little Di), присоединилась к семье герцогини Мальборо — богатой и амбициозной бабушки Дианы по материнской линии. Диана стала любимицей герцогини и её самым доверенным лицом. Весьма влиятельная герцогиня Мальборо попыталась организовать тайный брак своей внучки с принцем Уэльским, старшим сыном и наследником короля Георга II. Когда планы герцогини были раскрыты и отвергнуты премьер-министром Робертом Уолполом, леди Диана вышла замуж за лорда Джона Рассела, позже герцога Бедфорда. Единственным ребёнком пары стал сын Джон, чьё преждевременное появление на свет было спровоцировано несчастным случаем, из-за чего ребёнок прожил всего один день. После выкидыша Диана тяжело заболела и скончалась от туберкулёза в возрасте 25 лет.
В честь Дианы была названа знаменитая леди Диана Спенсер, впоследствии принцесса Уэльская (в браке с Чарльзом, принцем Уэльским), которая является потомком брата герцогини Бедфорд.

## Ранняя жизнь

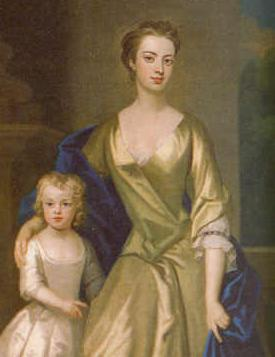
Леди Диана с матерью. Готфрид Кнеллер

Леди Диана родилась в период роста влияния её семьи в Лондоне 31 июля 1710 года. Девочка стала второй дочерью и младшей из пяти детей в семье Чарльза Спенсера и его второй жены, Анны Черчилль. Анна была второй, но наиболее любимой и политически активной дочерью английского военного и политического деятеля Джона Черчилля, 1-го герцога Мальборо. Мать Анны, Сара, была одной из самых влиятельных женщин того времени благодаря тесной дружбе с королевой Анной, умершей в 1714 году.

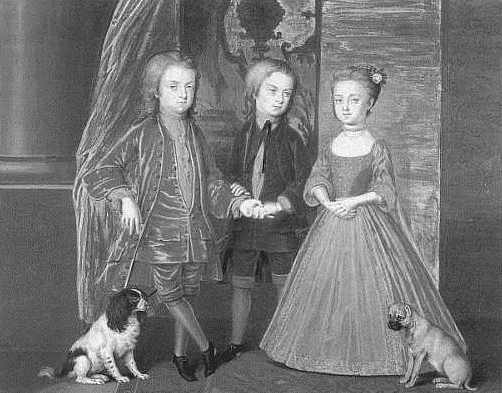
Диана и два её брата, Чарльз и Джон. Бернард Ленс III, 1720 год

После смерти матери Дианы, 29 апреля 1716 года, её отец женился в третий раз; 17 декабря 1717 года женой Чарльза Спенсера стала ирландка Джудит Тичборн. В этом браке, окончившемся со смертью Чарльза 19 апреля 1722 года, родилось трое детей, все они умерли в младенчестве. Дед Дианы, герцог Мальборо умер 16 июня того же года. Его жена Сара, теперь вдовствующая герцогиня Мальборо, принимала непосредственное участие в воспитании Дианы и её братьев и сестры со дня смерти их матери. Со смертью их отца дети окончательно оказались на попечение вдовствующей герцогини.
В новой семье, где Диану ласково называли милая Ди, девочка выросла в высокую, светловолосую и привлекательную молодую женщину, и считалась современниками отзывчивой и обаятельной. Диана стала личным секретарём вдовствующей герцогини и написала многочисленные письма бабушки, поскольку сама Сара Черчилль страдала подагрой. В 1723 году Сара описывала внучку как имеющую «больше смысла, нежели все существа моего пола, которых я знаю». Диана росла по соседству с композитором Генделем и потому всегда интересовалась оперой.

## Брачные планы
Уже с подросткового возраста Диана оказалась в начале списка самых завидных невест из аристократических кругов; произошло это благодаря красоте девушки и её близости богатой и влиятельной бабушке. Герцог Сомерсет желал видеть Диану женой своего внука, одного из сыновей Кэтрин Сеймур и сэра Уильяма Уиндема. Кандидатами в мужья Дианы были также виконт Уэймут и граф Шефтсбери.
Уже хорошо зная и принимая властный характер бабушки потенциальной невесты, немолодой граф Честерфилд сделал предложение, написав из Гааги: «Личность, заслуги и семья леди Дианы Спенсер есть объекты настолько ценные, что они обязательно, должно быть… вызывают многие прошения такого рода к Вашей Светлости». Несмотря на столь лестное письмо, Сара Черчилль отвергла и его предложение. Ожидание подходящего жениха, имевшего и титулы и симпатию в политических взглядах, чуть не стало большой ошибкой, когда Диана заболела туберкулёзом шейных лимфоузлов, что заставило вдовствующую герцогиню оплатить дорогостоящую операцию для скрытия следов болезни.
Леди Диана провела ранние годы в тесном контакте с детьми Георга II и Каролины Бранденбург-Ансбахской, несмотря на первоначально отчуждённые отношения между бабушкой Дианы и семьёй короля. В 1730-х годах связь между вдовствующей герцогиней Мальборо и королевской семьёй стала сильна, как никогда. При дворе пошли слухи, что вдовствующая герцогиня планирует брак своей любимой внучки со старшим сыном и наследником короля Фредериком. Церемония должна была пройти в ложе Большого Виндзорского парка и даже была назначена дата. В обмен на согласие принца на брак вдовствующая герцогиня предложила Фредерику, имевшему огромные долги, не менее огромную сумму в 100 000 фунтов стерлингов в качестве приданого Дианы. Однако премьер-министр Уолпол предпочёл для принца Уэльского европейскую партию. Он узнал о планах герцогини через свою «непогрешимую шпионскую систему» и предотвратил такой союз, что привело к ещё большему ухудшению его отношений с Сарой Черчилль, его величайшей конкуренткой. Вся эта история держалась в тайне и была записана только десятилетия спустя сыном Уолпола, Хорасом.

## Брак

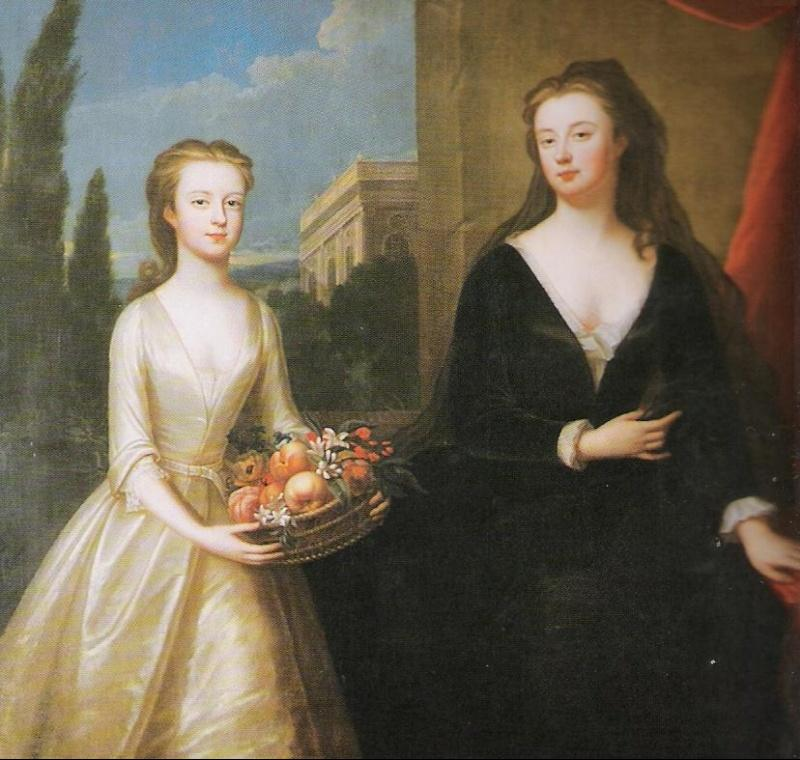
Вдовствующая герцогиня Мальборо и леди Диана Спенсер. Мария Верелст, ок. 1722 года

После того, как планы королевского брака ни к чему не привели, вдовствующая герцогиня Мальборо остановила свой выбор на 21-летнем Джоне Расселе, младшем брате и предполагаемом наследнике 3-го герцога Бедфорда. Брак был заключён 11 октября 1731 года. В качестве приданого Диана получила 30 000 фунтов стерлингов и ещё 100 000 ей было обещано в качестве наследства после смерти Сары Черчилль. Вдовствующая герцогиня надеялась и верила, что муж её любимой внучки в конечном итоге станет герцогом Бедфордом, что и произошло. Смерть её деверя в Испании 23 октября 1732 года сделала леди Диану герцогиней Бедфорд и кастеляншей Уобёрн-Эбби.
Новости о смерти деверя ещё не достигли Великобритании, когда в начале ноября беременная Диана выпала из экипажа. Травма спровоцировала преждевременное рождение сына Дианы, которого назвали Джоном; крещение мальчика состоялось 6 ноября, но ребёнок умер в течение того же дня и тело малыша было захоронено 11 ноября в Ченисе. Лорд Херви сообщал, что настолько важно было скрыть от герцогини смерть сына, что «после большого собрания… было решено заменить умершего ребёнка другим, пока герцогиня не окрепнет настолько, что сможет услышать и принять правду».
После случившегося муж Дианы помешался на зачатии наследника и был глубоко разочарован, когда через несколько месяцев после рождения сына беременность герцогини закончилась выкидышем. Диана же винила во всём себя, поскольку считала, что не следила за собой во время беременности.
Хотя бабушка и внучка уже не жили вместе, они поддерживали тёплые отношения, часто встречаясь и переписываясь два-три раза в неделю во время разлуки. Герцогиня Бедфорд по прежнему оставалась доверенным лицом вдовствующей герцогини Мальборо и была в курсе всех семейных дел, в том числе и финансовых вопросов.

## Смерть

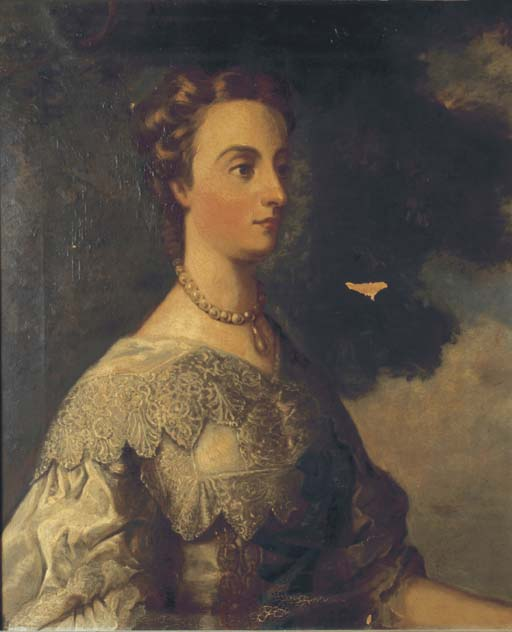
Портрет кисти Томаса Хадсона, 1730-е

Весной 1735 года Диана обнаружила у себя симптомы, которые она приняла за признаки новой беременности. Неясно, являлась ли утренняя слабость признаком того, что Диана была в положении, но вскоре стало понятно, что герцогиня больна туберкулёзом. Болезнь быстро прогрессировала и Диана стала терять, а не набирать вес, как если бы она ждала ребёнка. Вдовствующая герцогиня настояла, чтобы её любимую внучку перевезли в Бедфорд-хаус на Блумсбери-сквер. Диана скончалась здесь же 27 сентября 1735 года в возрасте 25 лет, не оставив потомства.
Сара Черчилль была убита горем: она перечитала все письма внучки и сожгла их; кроме того, в смерти Дианы она обвинила её вдовца, настолько желавшего рождения наследника, что не пощадил здоровья девушки. Несмотря на её «презрение к показной набожности» и «религиозные сомнения» вдовствующая герцогиня, по слухам, распростёрлась на полу Мальборо-хауса в молитве после смерти её любимой внучки. Сара Черчилль давно отдалилась от всех своих детей и только Диана никогда не разочаровывала её. Лорд Херви, однако, обвинил вдовствующую герцогиню в том, что она заботилась лишь о возвращении драгоценностей внучки, когда тело последней ещё не было предано земле. Свинцовый гроб герцогини Бедфорд был помещён на лафет, провезён по улицам и погребён 9 октября 1735 года в Ченисе. Смерть Дианы разорвала связь герцога Бедфорда с вдовствующей герцогиней и уменьшила его влияние.

## Наследие

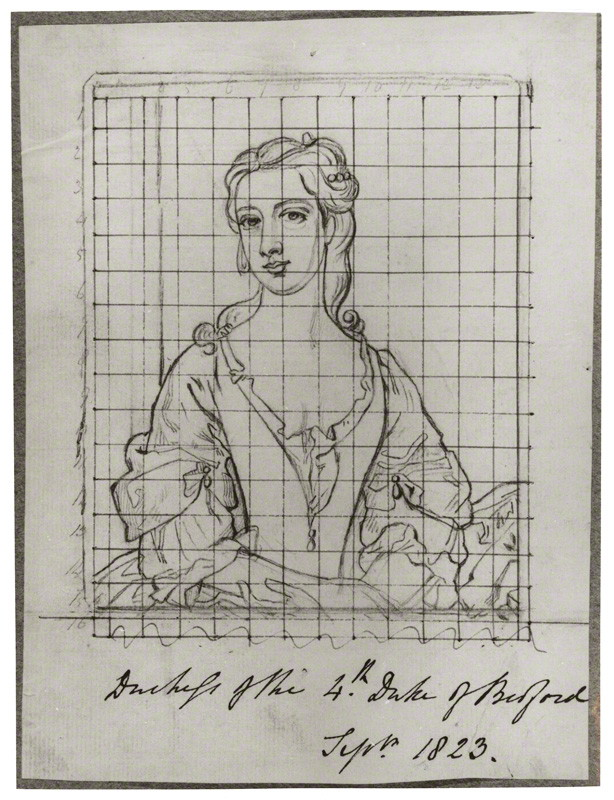
Карандашный набросок Боун, Генри, сентябрь 1823 года

Поместье Уимблдон, которое Диана должна была унаследовать после смерти бабушки, отошло любимому внуку вдовствующей герцогини и брату Дианы Джону. В 1961 году потомок Джона, виконт Элторп, стал отцом девочки, имя которой не выбирали в течение недели после рождения. Младенца окрестили Дианой, в честь герцогини Бедфорд. В отличие от Дианы XVIII века, Диана из XX века смогла стать женой принца Уэльского, но умерла через год после развода с ним. Биограф Дианы, герцогини Бедфорд, отмечает сходство судеб двух Диан: в детстве они обе жили в поместье Элторп и тесно общались с королевской семьёй; обе росли без матери с 6 лет; обе рассматривались в качестве невесты принца Уэльского; с обеими случился несчастный случай во время первой беременности; и, наконец, обе неожиданно скончались в достаточно молодом возрасте.